# Cabana Colony
Cabana Colony es un lugar designado por el censo ubicado en el condado de Palm Beach en el estado estadounidense de Florida. En el Censo de 2010 tenía una población de 2391 habitantes y una densidad poblacional de 2.051,49 personas por km².

## Geografía
Cabana Colony se encuentra ubicado en las coordenadas 26°51′20″N 80°5′12″O / 26.85556, -80.08667. Según la Oficina del Censo de los Estados Unidos, Cabana Colony tiene una superficie total de 1.17 km², de la cual 1.17 km² corresponden a tierra firme y (0%) 0 km² es agua.

## Demografía
Según el censo de 2010, había 2391 personas residiendo en Cabana Colony. La densidad de población era de 2.051,49 hab./km². De los 2391 habitantes, Cabana Colony estaba compuesto por el 78.88% blancos, el 9.7% eran afroamericanos, el 0.63% eran amerindios, el 4.22% eran asiáticos, el 0.04% eran isleños del Pacífico, el 4.02% eran de otras razas y el 2.51% pertenecían a dos o más razas. Del total de la población el 13.09% eran hispanos o latinos de cualquier raza.